# Spolek Skutek
Spolek Skutek je profesní organizace sdružující osoby působící na poli vizuálního umění (umělce, umělkyně, kritiky, kritičky, kurátory, kurátorky, teoretiky a teoretičky umění a představitele a představitelky dalších profesí z této oblasti). Náplní činnosti je formulování problémů spjatých s působením na tuzemské výtvarné scéně a hledání jejich řešení. Spolek se podílí nejen na dění uvnitř výtvarné scény, ale účastní se i jednání s politickými reprezentacemi. Členové mají různé umělecké názory, společné jim je přesvědčení, „že solidarita a společná aktivita může kultivovat prostředí, v němž žijeme a tvoříme.“
Spolek vznikl v roce 2013 v návaznosti na protesty upozorňující na neutěšený stav výstavní síně Mánes (iniciativa Mánes umělcům) a iniciativu Zachraňte kulturu 2013, nejedná se však o jejich přímé pokračovatele.

## Členská základna a výbor
Členem či členkou spolku se může stát kdokoli, jehož činnost není v rozporu s principy definovanými v programovém prohlášení. Od roku 2015 je v souvislosti s oceněním Grand Prix Skutek udílí také čestné členství (Jana a Jiří Ševčíkovi, Karel Oujezdský, Jiří Valoch, Sráč Sam, kolektiv A. M. 180 ad.).
Spolek zastupuje výbor, jehož členstvo je voleno vždy na tři roky. V předsedické funkci se postupne vystřídali kriti umění a kurátor Jiří Ptáček, výtvarný umělec a pedagog AVU Petr Dub a právnička Alena Kunicová.   

## Aktivity
Členky a členové postupně definují oblasti činnosti spolku. Hlavními agendami spolku jsou:
- Shromažďování dat a příprava opatření pro tzv. status umělce [2]
- Sběr informací o mzdové politice galerií (Skutkový monitoring) a sociálním postavení postavení umělců, umělkyň, kurátorů, kurátorek, kritiků a kritiček umění [3][4]
- Podpora chodu materiálového skladu art re use pro umělce, umělkyně a galerijní instituce na pražském Žižkově [5]
- Propagace a podpora pravdila vyhrazující 1-4% z rozpočtu veřejných staveb na vizuální umění [6]
- Pořádání veřejných debat a vyjádření k aktuálním tématům na domácí výtvarné scéně [7][8]
- Udílení ceny Grand Prix Skutek osobnostem se zásluhami o infrastrukturu současného umění [9][10]